# Argentinas riksvapen
"Maj-solen" på Argentinas riksvapen symboliserar kampen för friheten som började den 25 maj 1810 och slutade sex år senare, när landet blev självständigt. Den frygiska mössan är den traditionella frihetssymbolen i Latinamerika. Handslaget är ett uttryck för enighet och solidaritet.